# Ингуло-Каменка
Ингу́ло-Ка́менка (укр. Інгуло-Кам'янка) — село в Новгородковской поселковой общине Кропивницкого района Кировоградской области Украины.
Ранее называлась — Ингульская Каменка.

Несколько позже, в начале XVIII века на карте «Русских трактов» А. Русова находим в Александрийском уезде только один «Черный Шлях», связывавшийся с Бакаевым шляхом (шедшим с вершин р. Оки) и проходивший к Очакову. Эта дорога, перейдя р. Тясмие у Чигирина, захватывала северо-западный угол Александрийскаго уезда, шла мимо Чернаго леса и переходила в Елисаветградский уезд чрез Ингул, по всей вероятности, у Ингульской Каменки.— «Материалы для оценки земель Херсонской губернии.»
Население по переписи 2001 года составляло 816 человек. Почтовый индекс — 28215. Телефонный код — 5241. Код КОАТУУ — 3523481301.
До 2020 года входило в Новгородковский район